# اضطراب حركية المريء
اضطراب حركية المريء (بالإنجليزية: Esophageal motility disorder)‏ هو أي اضطراب طبي يسبب صعوبة في البلع، قلس الطعام وتشنج مؤلم الذي يمكن أن يحدث نتيجة حساسية لأطعمة معينة. أبرز اعراضه هو عسر البلع. وهو جزء من متلازمة كريست، مشيراً إلى السمات الرئيسية الخمسة: كلاس، متلازمة رينو، خلل حركية المري، تصلب الأصابع وتوسع الشعيرات.

## الأعراض
وجود تقلصات على طول الجزء السفلي للمريء، تمنع مرور الطعام.

## الأنواع
يمكن أن يكون عسر البلع يكون للمواد الصلبة فقط أو للمواد الصلبة والسائلة معاً.
- عسر البلع للمواد الصلبة: ناجم عن انسداد مثل سرطان المريء، أو شبكة مريئية، أو التضيق.
- عسر البلع للمواد الصلبة والسائلة: يحدث بسبب اضطراب حركية المريء (أو خلل) إما في الجزء العلوي للمريء (الوهن العضلي الوبيل، السكتة الدماغية، أو التهاب العضلات والجلد) أو الجزء السفلي للمريء (التصلب المجموعي، متلازمة كريست، أو اللاارتخائية).